# Eric Edwards
Eric Edwards, ursprungligen Rob Everett, född 30 november 1945 i Michigan, är en amerikansk porrskådespelare och regissör. Den första film han regisserade var Miss Kinsey's Report  år 1975.

## Filmografi (urval)
- 1977 – Ta mej i dalen
- 1977 – Molly - familjeflickan